# Grease
Grease és una comèdia musical estatunidenca rodada per Randal Kleiser el 1978. Està basada en un musical de Broadway creat per Jim Jacobs i Warren Casey el 1972, que porta el mateix nom.
La pel·lícula, ambientada en un institut esatunidenc dels anys 50, narra la història d'amor entre dos joves molt diferents, la Sandy, una estudiant de bona família, i en Danny, un trinxeraire rocker, encarnats per Olivia Newton-John i John Travolta, respectivament.
El musical, que va comptar amb un gran èxit en el seu moment, s'ha convertit en un clàssic del seu gènere. Va significar una redescoberta pel jove públic de l'època de l'ambient cultural i musical de la fi dels anys 50, i la banda sonora -que barreja rock and roll, boogie-woogie i pop- va ser número u de vendes en nombrosos països. El 2020, Grease va ser seleccionada per a la conservació al National Film Registry dels Estats Units per la Biblioteca del Congrés com a «important culturalment, històricament o estèticament».
El 1982 se'n va fer una seqüela, Grease 2, amb la intenció d'aprofitar aquest èxit.

## Argument
Durant l'estiu del 1958, Sandy, una estudiant australiana va de vacances als Estats Units i coneix en Danny, el cap de la banda de joves dels "T-Birds". S'enamoren, però, s'acaba quan arriba el final les vacances, ja que Sandy ha de tornar al seu país.
Tanmateix, l'atzar fa que Sandy es quedi als Estats Units i que s'integri en l'institut Rydell, que és el mateix on estudia Danny, tot i que ells no ho saben. Allà es fa amiga d'un grup de noies, les "Pink Ladies", liderat per Betty Rizzo. Així, Danny i Sandy expliquen als seus amics, cadascun pel seu cantó, el seu amor de vacances perdut. Danny i Sandy s'acaben trobant i decideixen reprendre la seva relació, però l'actitud de Danny ha canviat, ja no és el noi encantador i atent que la Sandy va conèixer a l'estiu, ara és cregut i insensible.
En paral·lel, hi ha la rivalitat entre la banda de Danny, els "T-Birds" i la dels "Scorpions" i la carrera de cotxes en la qual s'enfrontaran serà determinant. Finalment, Sandy i Danny intenten canviar fent el possible per tal d'agradar a l'altre.

## Repartiment

### Principals
- John Travolta com Danny Zuko.
- Olivia Newton-John com Sandy Olsson.
- Stockard Channing com Rizzo.
- Jeff Conaway com Kenickie Murdoch.
- Barry Pearl como Doody.
- Michael Tucci com Sonny.
- Kelly Ward com Putzie.
- Didi Conn com Frenchy.
- Jamie Donnelly com Jan.
- Dinah Manoff com Marty Maraschino.

### Secundaris
- Eve Arden com la Directora McGee.
- Frankie Avalon com L'àngel de la guarda.
- Sid Caesar com l'Entrenador Calhoun.
- Susan Buckner com Patty Simcox.
- Dody Goodman com Blanche.
- Eddie Deezen com Eugene Felnic.
- Joan Blondell com Violeta.
- Edd Byrnes com Vince Fontaine.
- Alice Ghostley com la Sra. Murdoch.
- Sha Na Na com Johnny Casino & The Gamblers.
- Lorenzo Lamas com Tom Chisum.
- Fannie Flagg com la Infermera Wilkins.
- Dick Patterson com Sr. Rudie.
- Darrell Zwerling com Sr. Lynch.
- Annette Charles com Cha Cha DiGregorio.
- Dennis Cleveland Stewart com Leo Kapinski.

## Producció
El Director Randal Kleiser es va prendre nombroses llibertats amb la font del material original, sobretot traslladant l'escenari d'un entorn urbà de Chicago (basat en l'Institut William Howard Taft,) on es situava el musical original, a un lloc més suburbà, reflectint els seus propis anys d'adolescència a l'Institut Radnor als suburbis de Filadèlfia. Va tenir poc control sobre els aspectes musicals de la pel·lícula; la seva elecció del tema principal, una composició de Charles Fox i Paul Williams, va ser descartada quan Robert Stigwood i Allan Carr van encarregar una cançó al client de Stigwood Barry Gibb a l'últim moment.

### Càsting
John Travolta havia treballat anteriorment amb Stigwood a Febre del dissabte nit, va gravar l'èxit dels 10 millors "Let Her In" el 1976, i anteriorment havia aparegut com a Doody en un producció en gira de la versió escènica de Grease. Com a part d'un acord de tres pel·lícules amb Stigwood, Travolta va rebre el paper principal després que Henry Winkler el rebutgés per por de quedar encasellat com a greaser, després d'haver estat interpretant el paper similar d'Arthur Fonzarelli a Happy Days des de 1974. Winkler més tard es penediria d'aquesta decisió. El director Randal Kleiser no havia dirigit mai cap llargmetratge abans, però havia dirigit Travolta al telefilm de 1976 The Boy in the Plastic Bubble; Kleiser i Travolta van desenvolupar un vincle platònic estret al llarg de la producció, ajudant a Travolta a mantenir el focus mentre lamentava la mort de Diana Hyland (la seva xicota en aquell moment i la seva mare a la pantalla a Bubble). Abans que Newton-John fos contractada, Allan Carr estava considerant nombrosos noms com Carrie Fisher, Ann-Margret, Deborah Raffin, Susan Dey i Marie Osmond pel paper principal. Fisher, que feia poc que havia acabat La guerra de les galàxies, finalment va ser rebutjada perquè ni Stigwood ni Carr sabien si podria cantar. Osmond gairebé va aconseguir el paper abans d'adonar-se de fins a quin punt el personatge es transformava en una rebel i el va rebutjar per protagonitzar Goin' Coconuts. Carr finalment va triar Newton-John després d'una trobada casual en una vetllada organitzada per Helen Reddy. Newton-John havia fet poca actuació abans d'aquesta pel·lícula, amb només dos crèdits cinematogràfics fins aquell moment (Funny Things Happen Down Under de 1965 i la pel·lícula poc vista de 1970 Toomorrow, que va ser anterior al seu avenç com a cantant); va sol·licitar una prova de pantalla abans d'acceptar el paper. Newton-John va acceptar un preu de venda reduït a canvi d'un paper estelar i la possibilitat de reescriure el guió, que incloïa canviar l'origen del seu personatge a una immigrant australiana (per evitar haver d'emular un accent americà) i fer-la menys passiva. En un cas de vida imitant l'art, la pròpia carrera musical de Newton-John patiria una transformació semblant a la dels personatge de Sandy Olsson; el seu següent àlbum després de Grease, el provocadorment titulat Totally Hot, presentava un enfocament molt més sexual i orientat al pop, amb Newton-John apareixent a la portada de l'àlbum amb un vestit de pell similar i els cabells despentinats.
Lucie Arnaz va fer una audició per al paper de Rizzo, però una clienta de talent de Carr, Stockard Channing, va ser escollida per al paper, diversos anys després del seu darrer paper important al cinema, el del seu debut a Dos estafadors i una herència. Amb 33 anys, va ser el membre del repartiment més gran que va interpretar una estudiant de secundària, i Kleiser va fer que ella i els altres actors que interpretaven els estudiants fessin una prova per veure si podien passar per més joves en primers plans. Es va fer servir un enfocament més suau en algunes de les cares dels actors més grans. Channing va pressionar molt per mantenir la cançó climàtica "There Are Worse Things I Could Do" a la partitura contra les objeccions de Carr.
Elvis Presley va ser considerat per al paper de The Teen Angel però va morir abans de la producció. Donny Osmond va ser un altre Teen Angel potencial abans que Avalon fos escollit, igual que Frankie Valli, a qui s'havia donat l'opció de cantar el tema o d'aparèixer com el Teen Angel (va triar el primer).

## Reconeixements
| Premi                            | Categoria                                                              | Destinatari(s)                                               | Resultat  |
| -------------------------------- | ---------------------------------------------------------------------- | ------------------------------------------------------------ | --------- |
| Oscar                            | Millor cançó original                                                  | «Hopelessly Devoted to You» Music i lletra per John Farrar   | Nominat   |
| Premis Globus d'Or               | Millor pel·lícula musical o còmica                                     | Millor pel·lícula musical o còmica                           | Nominat   |
| Premis Globus d'Or               | Millor actor musical o còmic                                           | John Travolta                                                | Nominat   |
| Premis Globus d'Or               | Millor actriu musical o còmica                                         | Olivia Newton-John                                           | Nominat   |
| Premis Globus d'Or               | Millor cançó original                                                  | «Grease» Música i lletra per Barry Gibb                      | Nominat   |
| Premis Globus d'Or               | Millor cançó original                                                  | «You're the One That I Want» Música i lletra per John Farrar | Nominat   |
| Goldene Leinwand                 | Goldene Leinwand                                                       | Goldene Leinwand                                             | Guanyador |
| Premi Jupiter                    | Millor actor internacional                                             | John Travolta                                                | Nominat   |
| Premi Jupiter                    | Millor actriu internacional                                            | Olivia Newton-John                                           | Nominat   |
| National Film Preservation Board | National Film Registry                                                 | National Film Registry                                       | Inclosa   |
| Premis People's Choice           | Pel·lícula general preferida                                           | Pel·lícula general preferida                                 | Guanyador |
| Premis People's Choice           | Pel·lícula musical preferida                                           | Pel·lícula musical preferida                                 | Guanyador |
| Premis People's Choice           | Intèrpret musical masculí preferit                                     | John Travolta                                                | Nominat   |
| Premis People's Choice           | Intèrpret musical femení preferit                                      | Olivia Newton-John                                           | Guanyador |
| Premis People's Choice           | Actriu de repartiment de pel·lícula preferida                          | Stockard Channing                                            | Guanyador |
| Premis Satellite                 | Millor Clàssic en DVD                                                  | Millor Clàssic en DVD                                        | Nominat   |
| Premis TV Land                   | Seqüència de ball de pel·lícula que has recreat a la teva sala d'estar | «You're the One That I Want»                                 | Nominat   |

### Reconeixements de l'American Film Institute
- AFI's 100 Years...100 Passions  (100 anys d'AFI... 100 passions) —Núm. 97[21]
- AFI's 100 Years...100 Songs (100 anys d'AFI... 100 cançons) —Núm. 70 per «Summer Nights»[22]
- AFI's Greatest Movie Musicals (millors pel·lícules musicals d'AFI) —Núm. 20[23]

## Banda sonora
L'àlbum Grease: The Original Soundtrack from the Motion Picture va acabar 1978 com el segon més venut als Estats Units només per darrere d'una altra banda sonora, la de la pel·lícula Febre del dissabte nit, també protagonitzada per Travolta. La cançó «Hopelessly Devoted to You» va ser nominada a un Oscar a la millor cançó original. La cançó «You're the One That I Want» va ser llançada com a senzill abans de l'estrena de la pel·lícula i es va convertir immediatament en número ú a les llistes, tot i no estar a l'espectacle original i no haver estat vista a la pel·lícula en aquell moment. A més, el número de ball de "You're the One That I Want" va ser nominat al premi de TV Land per "Seqüència de ball de pel·lícula que has recreat a la teva sala d'estar" el 2008. Al Regne Unit, els dos duets Travolta/Newton-John, «You're the One That I Want» i «Summer Nights», van ser tots dos èxits número u i el 2018 encara es trobaven entre els 30 senzills més venuts de tots els temps (en els números 5 i 28, respectivament). La cançó del títol de la pel·lícula també va ser un senzill d'èxit número u per a Frankie Valli.
La cançó «Look at Me, I'm Sandra Dee» fa referència Sal Mineo en la versió escènica original. Mineo va morir apunyalat un any abans del rodatge, així que la frase es va canviar per referir-se a Elvis Presley. Les referències a Troy Donohue, Doris Day, Rock Hudson i Annette Funicello són de la versió escènica original. Casualment, aquesta escena, així com l'escena anterior i l'escena posterior, es van filmar el 16 d'agost de 1977, data de la mort de Presley.
Algunes de les cançons no estaven presents a la pel·lícula; les cançons que apareixen a la pel·lícula però no a la banda sonora són "La Bamba" de Ritchie Valens, "Whole Lotta Shakin' Goin' On" de Jerry Lee Lewis, "Alma Mater", "Paròdia d'Alma Mater" i "Rydell Fight Song". "Alone at a Drive-in Movie (Instrumental)", "Mooning" i "Freddy My Love" no estan presents a la pel·lícula, tot i que les tres figuren als crèdits finals a més d'estar a la banda sonora. (Tant "Mooning" com "Rock'n'Roll Party Queen", l'últim dels quals es va interpretar a la pel·lícula com a música de fons, van ser escrits al musical per a un personatge anomenat Roger que es va deixar fora de la pel·lícula, substituït per Putzie que no cantava. En general, totes les cançons del musical interpretades per personatges diferents de Danny, Rizzo, Sandy, Johnny Casino o Teen Angel es van treure de la pel·lícula o es van donar a altres personatges, inclòs el número de Marty Maraschino "Freddy My Love", "Greased Lightnin'" de Kenickie i "Those Magic Changes" de Doody.) Dues cançons del musical, "Shakin' at the High School Hop" i "All Choked Up", es van deixar de banda de la pel·lícula i la banda sonora.
Les cançons apareixen a la pel·lícula en el següent ordre:
1. "Love Is a Many-Splendored Thing"
2. "Grease"
3. "Alma Mater"
4. "Summer Nights" – Danny, Sandy, Pink Ladies i T-Birds
5. "Rydell Fight Song" – Rydell Marching Band
6. "Look at Me, I'm Sandra Dee" – Rizzo i Pink Ladies
7. "Hopelessly Devoted to You" – Sandy
8. "Greased Lightnin'" – Danny i T-Birds
9. "La Bamba"
10. "It's Raining on Prom Night"
11. "Whole Lotta Shakin' Goin' On"
12. "Beauty School Dropout" – Teen Angel i Female Angels
13. "Rock n' Roll Party Queen"
14. "Rock and Roll Is Here to Stay"
15. "Those Magic Changes" – Johnny Casino and the Gamblers; Danny canta a la pantalla
16. "Tears on My Pillow" – Johnny Casino and the Gamblers
17. "Hound Dog" – Johnny Casino and the Gamblers
18. "Born to Hand Jive" – Johnny Casino and the Gamblers
19. "Blue Moon" – Johnny Casino and the Gamblers
20. "Sandy" – Danny
21. "There are Worse Things I Could Do" – Rizzo
22. "Look at Me, I'm Sandra Dee" (Represa) – Sandy
23. "Alma Mater Parody" (Instrumental)
24. "You're the One That I Want" – Danny, Sandy, Pink Ladies, i T-Birds
25. "We Go Together" – repartiment
26. "Grease" (Represa)

## Curiositats
- Primer va ser estrenada a Espanya sota el títol de Brillantina, però després es va recuperar el títol original.
- Olivia Newton-John era poc inclinada a actuar en la pel·lícula a causa de les seves males experiències anteriors en el cinema, però John Travolta es va presentar a casa seva i li va demanar que fes la pel·lícula amb ell, el que la va fer canviar de parer.
- Jeff Conaway (Kenickie) és més alt que John Travolta (Danny), pel que havia de caminar de manera especial per semblar més baix.
- El somni de Stockard Channing (Rizzo) era de rodar un musical en què tingués un pes en la història, i va poder complir-lo rodant aquesta pel·lícula.
- El personatge de Sandy Olson (interpretat per Olivia Newton-John) estava basat en l'actriu Sandra Dee i el de Rizzo en Marilyn Monroe.
- Només Lorenzo Lamas (Tom, nou nòvio de Sandy) i Dinah Manoff (Marty, de les Pink Ladies) tenien l'edat aproximada dels personatges que interpretaven: 19 anys. La resta superaven els 24: John Travolta en tenia 24, Olivia Newton-John 30, Stockard Channing 34 i ja s'havia casat 3 vegades, Jeff Conaway tenia 28 anys i ja s'havia casat una vegada, Barry Pearl en tenia 28, Michael Tucci 34, Kelly Ward 24 i duia un any casat, Didi Conn 27 i Jamie Donnelly 31.
- «You're The One That I Want», una de les més reeixides i recordades cançons de Grease, va estar a punt de no aparèixer perquè al director no li agradava. També va passar amb la cançó principal, «Grease», composta per Barry Gibb, membre dels Bee Gees.
- L'escena en la qual Rizzo cita Elvis Presley va ser rodada el dia en què aquest va morir.
- Jeff Conaway es va casar amb la germana d'Olivia Newton-John el 1980, 2 anys després del rodatge. Es van divorciar el 1985.
- Els pantalons que duu Olivia Newton-John en l'escena final va ser una aportació pròpia.